# 벗어날 탈 脫
《벗어날 탈 脫》은 2024년에 개봉한 대한민국의 영화이다.

## 캐스팅

### 주연
- 임호준 : 영목 역
- 위지원 : 지우 역
- 성용훈 : 검은 옷 역
- 장준휘

### 조연
- 김현정[2] : 선화 역
- 이정훈 : 현우 역

## 기타
- 영화의 촬영지인 '라이프'아파트는 특별히 현장 섭외를 한 것이 아니라, 공릉동에 있는 감독의 집이라고 한다.